# فيليبستاون (نيويورك)
فيليبستاون (بالإنجليزية: Philipstown, New York)‏ هي مستوطنة تقع في الولايات المتحدة في نيويورك (ولاية). يقدر عدد سكانها بـ 9,662 نسمة .

## أعلام
- كورنيليوس ارين